# 駒根站
駒根站（日语：／ Komagane eki */?）是位於日本長野縣駒根市東町，屬於東海旅客鐵道（JR東海）飯田線的鐵路車站。本站有一班快速列車前往岡谷站，而此列車並不是美鈴列車。

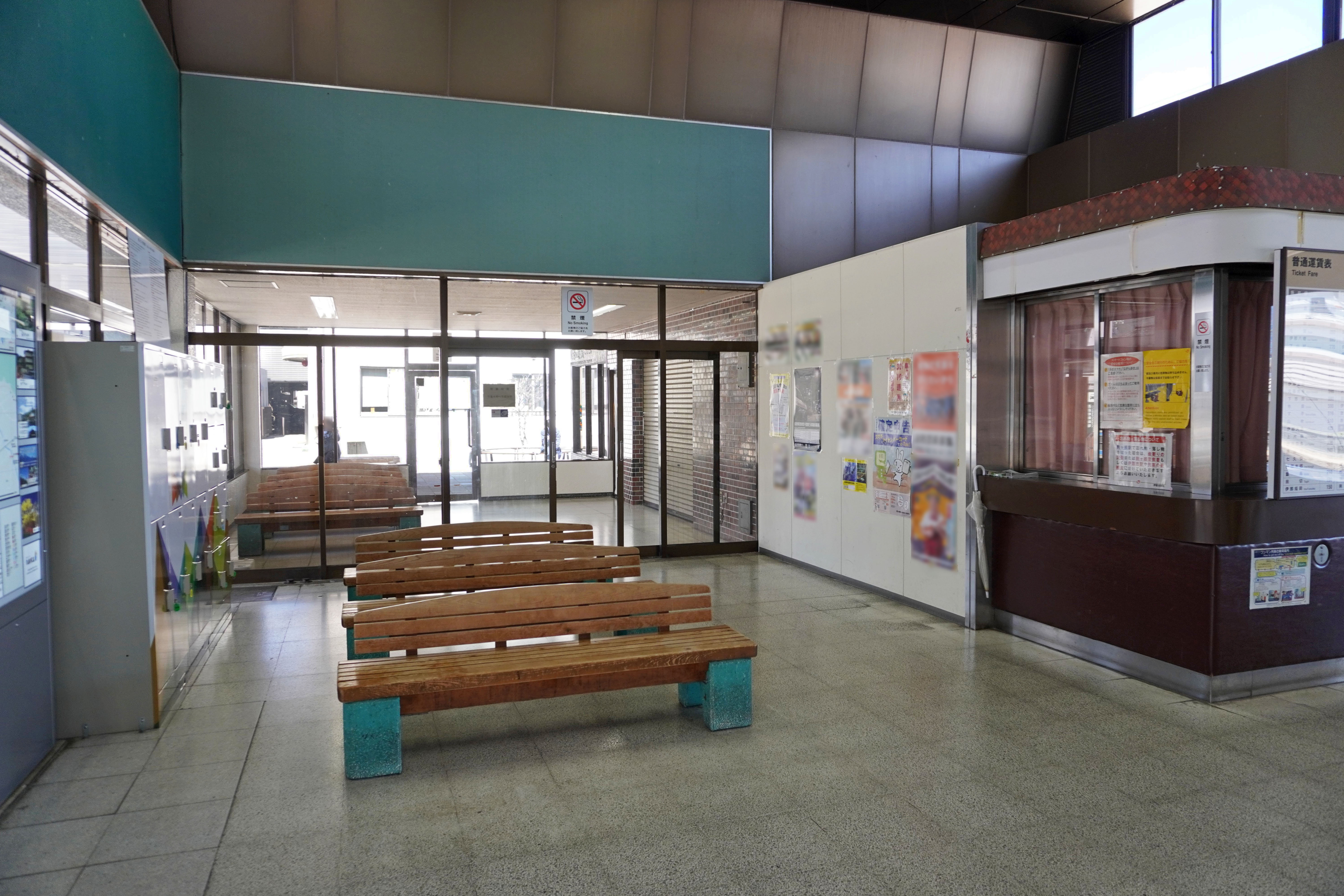
候車室内(2023年3月)

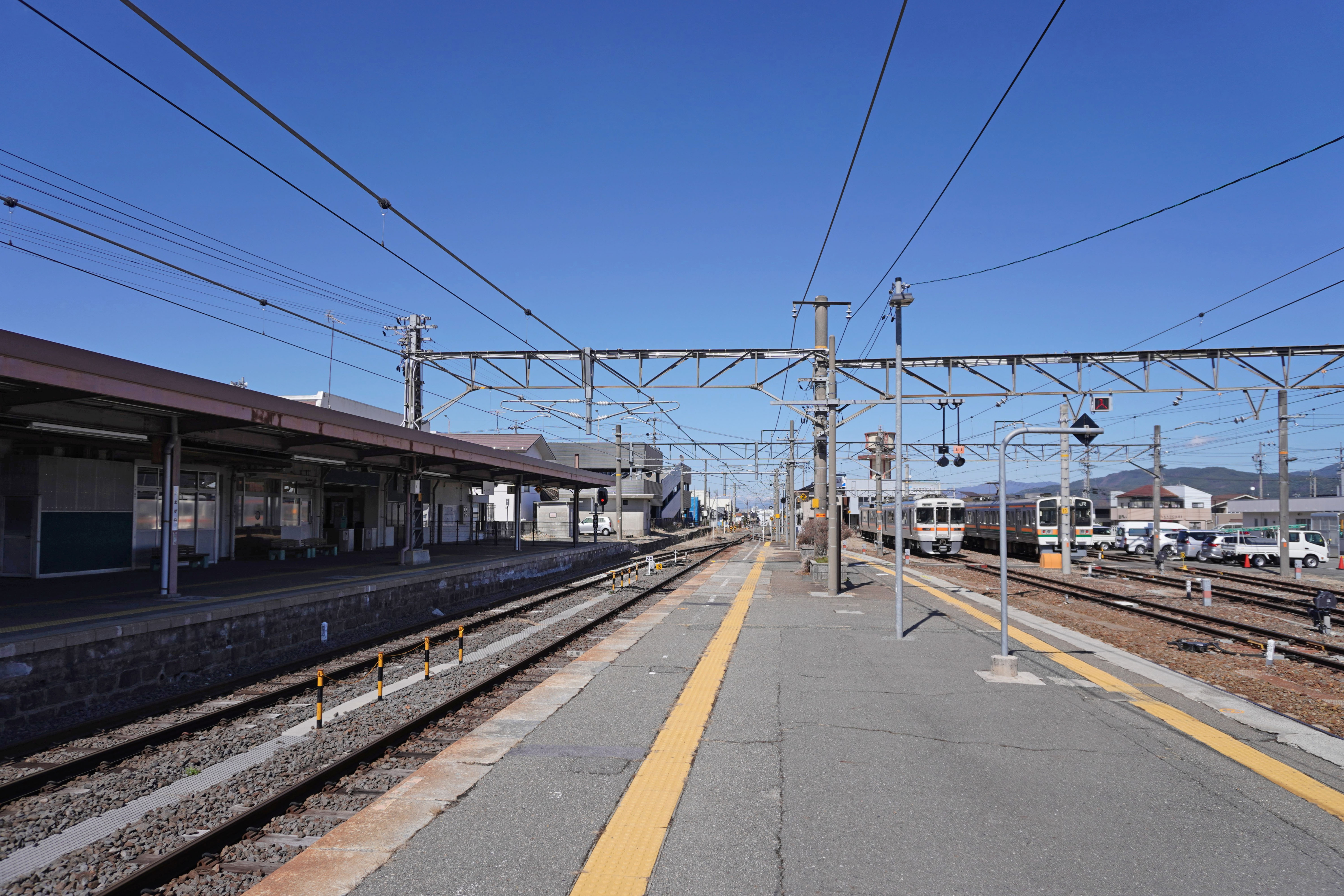
月台(2023年3月)

## 車站構造

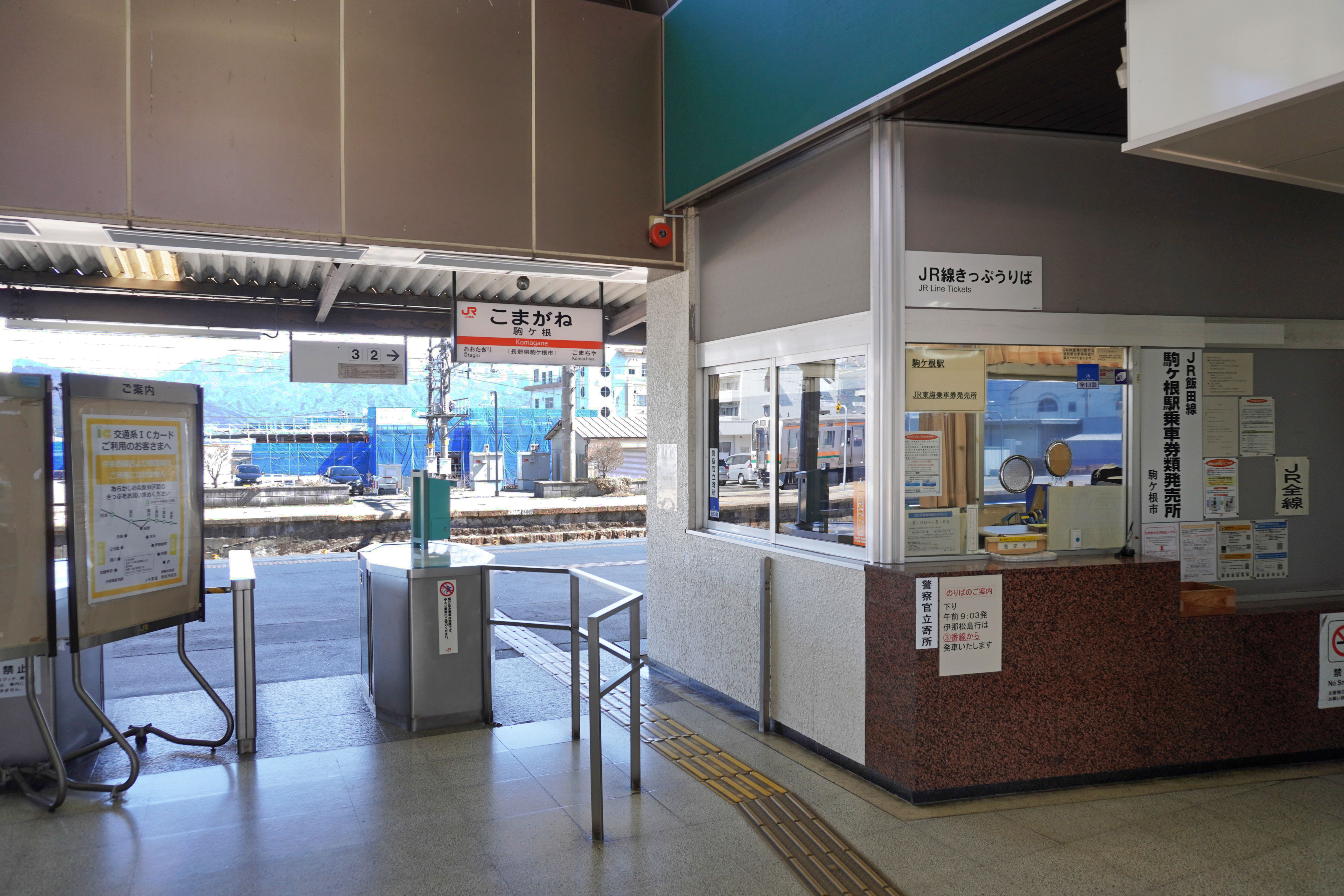
閘口(2023年3月)

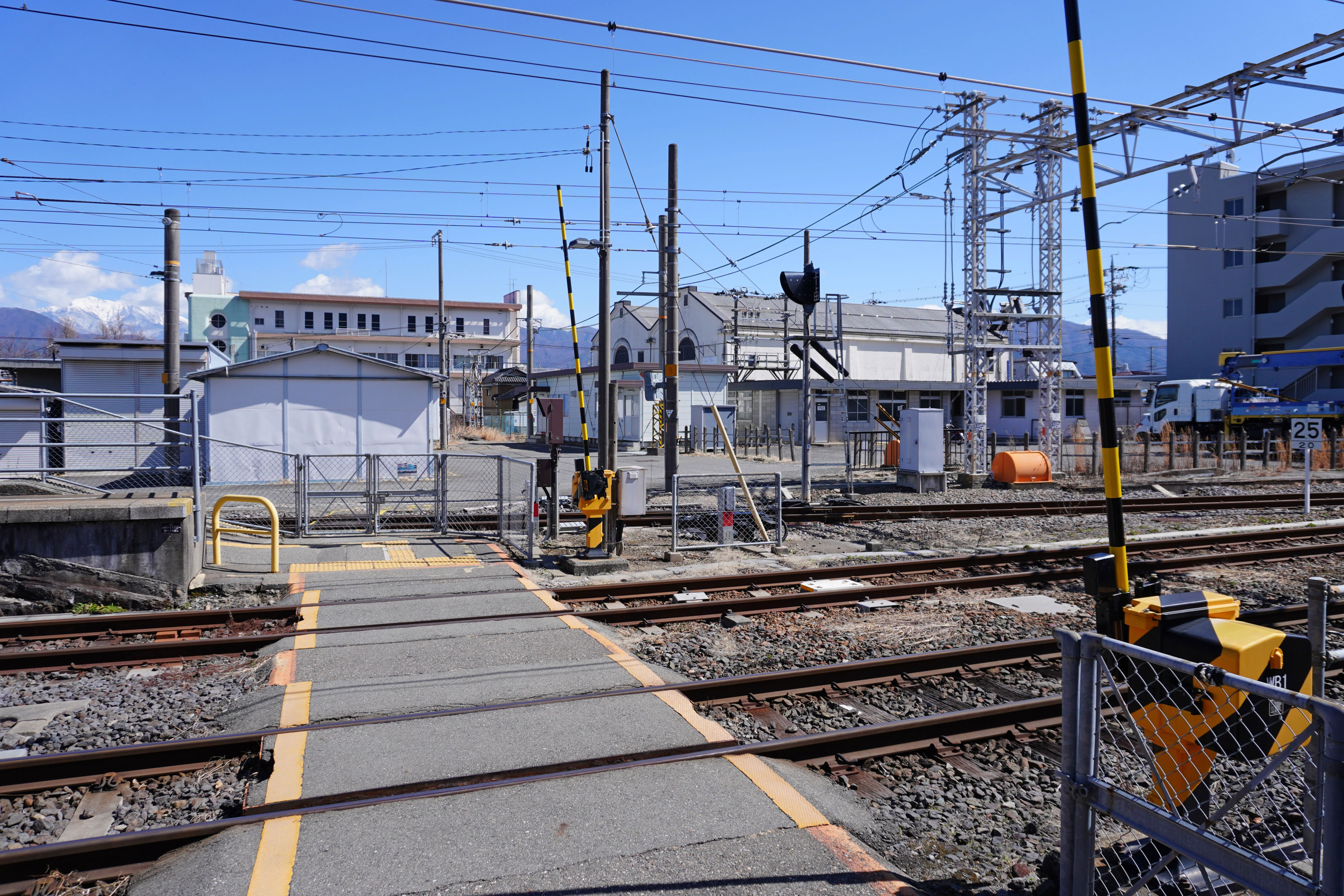
平交道(2023年3月)

本站為擁有單式月台1面1線和島式月台1面2線的地上車站，可進行列車交會。站房位於多數列車會使用的1號月台側，與2號月台皆可使用平交道橫過路軌。3號月台旁則設有側線，通常會讓列車過夜停泊。本站是由伊那市站管理的晚上與早上無人車站，站內設有綠窗口。

### 月台配置
| 月台 | 路線   | 方向 | 目的地           | 備註                |
| ---- | ------ | ---- | ---------------- | ------------------- |
| 1    | 飯田線 | 下行 | 辰野方向         |                     |
| 1    | 飯田線 | 上行 | 飯田、天龍峽方向 |                     |
| 2    | 飯田線 | 上行 | 飯田、天龍峽方向 | 此站於此月台始發    |
| 3    | 飯田線 | 上行 | 飯田、天龍峽方向 | 3節編組的一部分列車 |
| 3    | 飯田線 | 下行 | 辰野方向         |                     |

## 車站周邊
本站為駒根市的中心車站，車站西側為商店街
- 國道153號
- 駒岳的索道（駒岳索道），由白檜平站至駒根高原
- 駒根市循環巴士站
- 的士站
- 駒根郵局
- 八十二銀行駒根分店
- Alps中央信用銀行赤穗營業部
- 鈴蘭通
  - 文化中心
  - 市立圖書館
  - 市立博物館

### 駒根站前巴士站
- 1號月台
  - 中央Alps駒岳索道站（伊那巴士、中央Alps觀光巴士）
- 2號月台
  - Koma-chan地域振興巴士
    - 赤穗東循環線、下平小城線、赤穗西循環線、赤穗北循環線

  - 吉瀨線
  - Koma-chan市街地循環巴士
    - 東根・西根
- 3號月台
  - 龍東地域振興巴士
    - 大曾根線、原･中曾倉・本曾倉線、永見山・丸山線、東伊那循環線

## 历史
- 1914年（大正3年）10月31日 - 伊那電車軌道（1919年改名為伊那電氣鐵道）宮田站至赤穗站延伸段啟用，新設赤穗站，為終點站。
- 1914年（大正3年）12月26日 - 伊那電車軌道線赤穗站至伊那福岡站延伸段啟用，車站變為中途站。
- 1943年（昭和18年）8月1日 - 伊那電氣鐵道線國有化，成為國鐵飯田線車站。
- 1959年（昭和34年）10月1日 - 車站改名為駒根站。
- 1980年（昭和55年）7月4日 - 新的站舎建成。
- 1982年（昭和57年）11月1日 - 貨物起卸服裝停止，只有旅客服務。
- 1985年（昭和60年）3月14日 - 行李起卸服裝停止。
- 1971年（昭和46年）4月1日 - 旅客上落車站的制限廢除。
- 1987年（昭和62年）4月1日 - 因國鐵分割民營化，本站成為東海旅客鐵道的車站。
- 2002年（平成14年）7月1日 - 晚上的窗口服務停止。

## 相鄰車站
東海旅客鐵道
 飯田線
■快速（包括「水篶」）
小町屋－駒根－（一部分停靠大田切站）－宮田
■普通
小町屋－駒根－大田切